# Вороньківська сільська рада (Бориспільський район)
| Вороньківська сільська рада — орган місцевого самоврядування у Бориспільському районі Київської області з адміністративним центром у с. Вороньків. Історична дата утворення: в 1943 році. Водоймища на території, підпорядкованій даній раді: р.Іква з притокою Млен. Сільській раді підпорядковані населені пункти: - с. Вороньків - с. Жереб'ятин |

## Склад ради
Рада складається з 20 депутатів та голови.

### Керівний склад ради
| ПІБ                      | Основні відомості                                                         | Дата обрання | Дата звільнення |
| ------------------------ | ------------------------------------------------------------------------- | ------------ | --------------- |
| Заборний Ігор Михайлович | Сільський голова, 1967 року народження, освіта, безпартійний              | 26.03.2006   | 31.10.2010      |
| Заборний Ігор Михайлович | Сільський голова, 1967 року народження, освіта вища, член Партії регіонів | 31.10.2010   |                 |

Примітка: таблиця складена за даними джерела